# Franklin-Riff
Das Franklin-Riff ist ein Riff vor der Georg-V.-Küste im Australischen Antarktis-Territorium. Es gehört zu den Mackellar-Inseln vor dem Kap Kap Denison in der Commonwealth-Bucht und liegt nordnordwestlich der Tich Rocks.
Teilnehmer der Australasiatischen Antarktisexpedition (1911–1914) unter der Leitung des australischen Polarforschers Douglas Mawson entdeckten es. Benannt ist das Riff nach einem der Schlittenhunde der Forschungsreise. Dessen Namensgeber wiederum ist der britische Konteradmiral und Polarforscher John Franklin (1786–1847), der bei seiner Fahrt zur Suche nach der Nordwestpassage starb.